# Caterina de' Ricci
Caterina (al secolo Alessandra Lucrezia Romola) de' Ricci (Firenze, 23 aprile 1522 – Prato, 2 febbraio 1590) è stata una religiosa italiana, terziaria regolare domenicana nel monastero di San Vincenzo, di cui fu anche priora; beatificata nel 1732, fu proclamata santa da papa Benedetto XIV il 29 giugno 1746.

## Biografia
A sei anni il padre la fece entrare nel vicino convento di Monticelli affinché potesse studiare. Dopo aver passato un breve periodo fuori dal convento, all'età di 14 anni si fece domenicana presso il monastero di San Vincenzo a Prato. A 25 anni divenne priora e trascorse il resto della vita al San Vincenzo.
Ebbe una corrispondenza epistolare con tre futuri papi: Marcello II, Clemente VIII e Leone XI. Come esperta di religione e amministrazione, i suoi consigli erano ricercati e ascoltati e venivano dati sia di persona che per lettera.
Ma fu anche in contatto con laici e religiose che chiedevano la sua preghiera e i suoi suggerimenti come facevano sia i granduchi di Toscana che nobili come Filippo Salviati, grande benefattore di San Vincenzo o future sante come Maria Maddalena de' Pazzi.
Per tutta la vita conservò come preziose reliquie un dito di Girolamo Savonarola, il cerchio di ferro che ne aveva sostenuto il corpo sul rogo e un suo ritratto dipinto da fra Bartolomeo (ora al Museo di San Marco di Firenze). Le prediche e gli scritti di Savonarola erano le sue letture preferite e lei invitava tutti a meditare sui racconti della vita del frate domenicano. Quando, quasi due secoli dopo, nel corso del processo di canonizzazione, la devozione divenne motivo di opposizione alla sua causa, i difensori ribadirono il pieno diritto di Caterina a prestare a Savonarola un culto privato e a recitarne le preghiere, perché, dopo una santa vita, il Savonarola aveva ricevuto in articulo mortis i sacramenti della Chiesa, accettando l'indulgenza plenaria del papa, il che induceva a credere che godesse della salvezza eterna.
Morì nel 1590, dopo una lunga malattia.

## Il culto

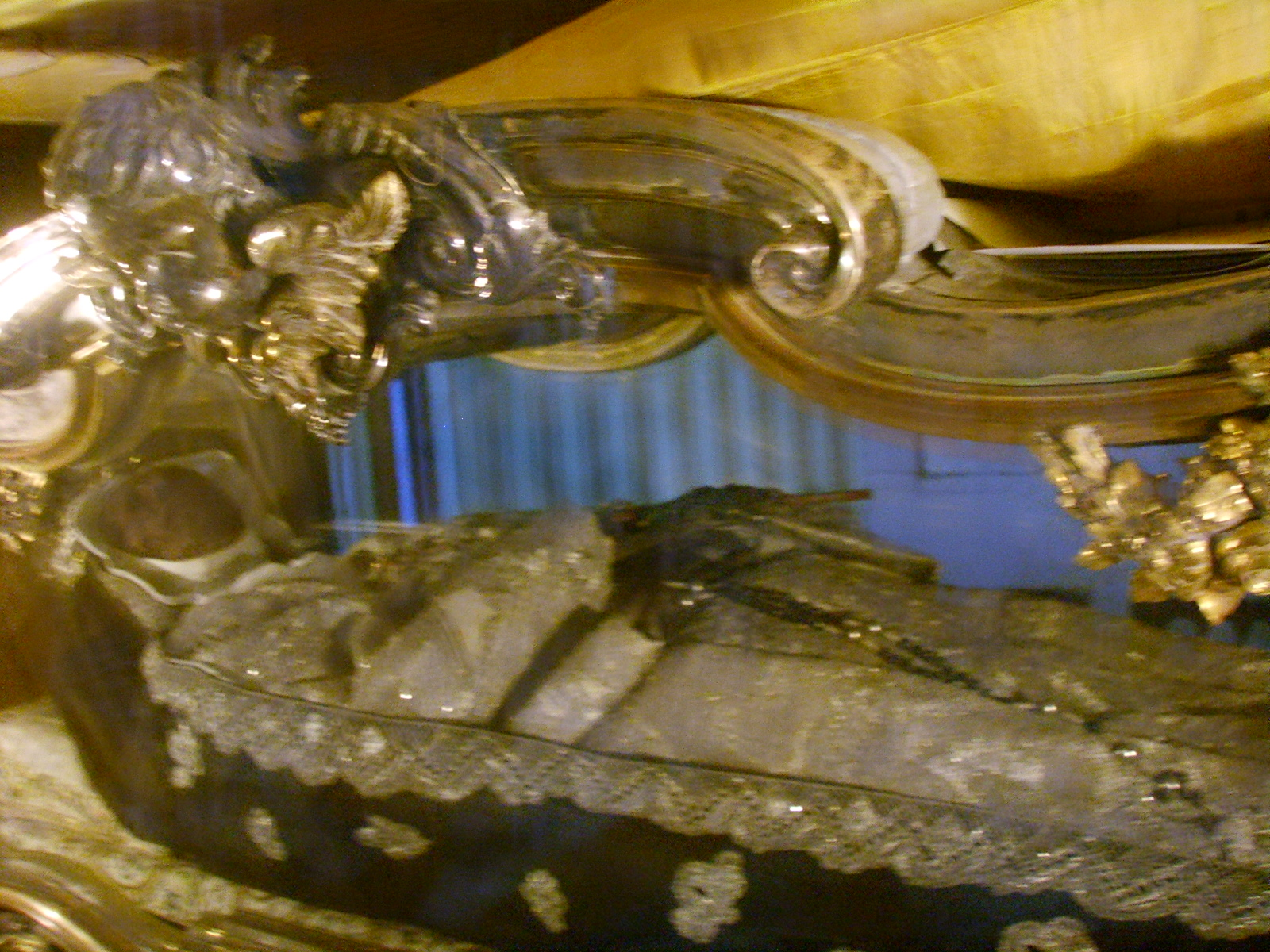
Le reliquie della santa, nella Basilica di Santa Caterina de' Ricci a Prato

Caterina fu canonizzata da Benedetto XIV nel 1746 con una cerimonia spettacolare per la quale fu costruito un magnifico apparato. Un anno dopo è stata pubblicata una biografia di Domenico Maria Sandrini. La festa liturgica è stata fissata per il giorno 4 febbraio (il 2 infatti è la festa della Presentazione al Tempio di Gesù, nota come Candelora).
È patrona titolare della congregazione delle suore domenicane di Upper Darby.

## Tradizioni e testimonianze devozionali
Secondo le testimonianze dei suoi contemporanei le sue meditazioni sulla passione di Gesù erano talmente profonde da cominciare a sanguinare da diverse ferite collocate sulle mani, sui piedi e al fianco e un cerchio simile ad un anello appariva nei momenti di preghiera al suo dito, a simbolo del suo matrimonio con Cristo. Caterina fu dedita alla preghiera fin dalla gioventù.
Sempre secondo i contemporanei faceva digiuni ed ebbe le stigmate, che emanavano una misteriosa luce e, a volte, un particolare profumo.
Uno dei miracoli documentati durante la canonizzazione fu una sua apparizione a migliaia di chilometri dal luogo dove era fisicamente situata. Di tale fenomeno della bilocazione troviamo una circostanziata descrizione nell'opera di Alban Butler sui Santi secondo il Calendario: in quest'opera (1756) la santa appare a san Filippo Neri, con il quale aveva avuto contatti epistolari, a Roma, senza che avesse mai lasciato il convento.